# Ismael Bullialdus
Ismaël Bullialdus o Boulliau (Loudun, 28 settembre 1605 – Parigi, 25 novembre 1694) è stato un astronomo e presbitero francese.

## Biografia

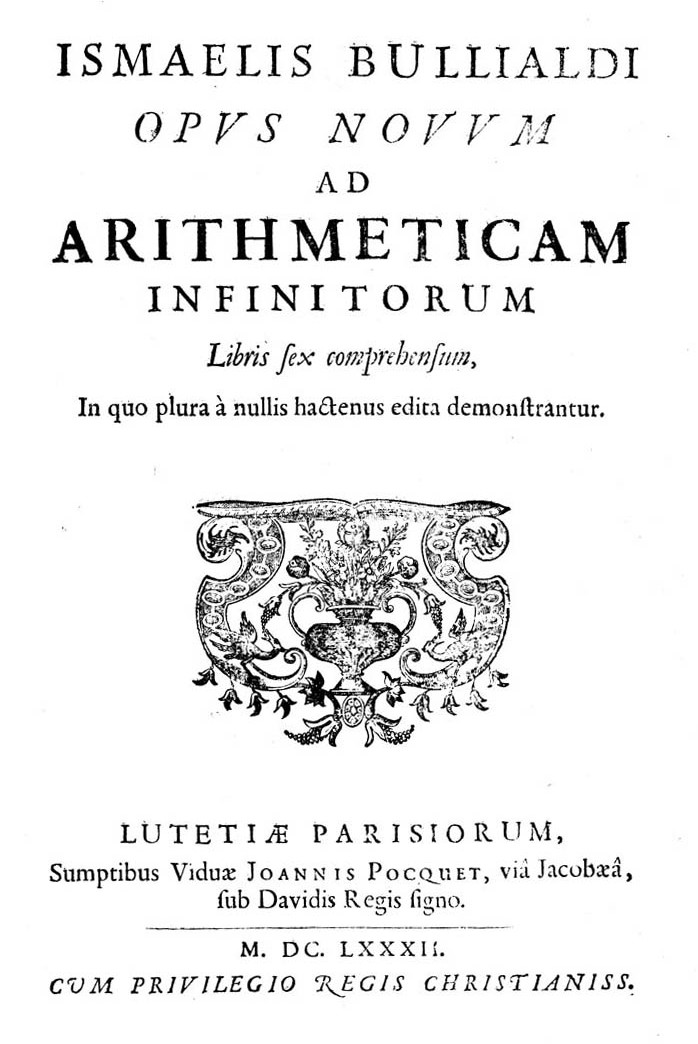
Opus novum ad arithmeticam infinitorum libris sex comprehensum, 1682

Era figlio di genitori di fede calvinista e suo padre, di professione notaio, era un astronomo dilettante che lo iniziò alla passione per il cielo stellato.
All'età di 21 anni si convertì alla religione cattolica e all'età di 26 anni venne ordinato sacerdote. Nel 1632 si trasferì a Parigi dove si avviò all'attività di bibliotecario presso la Bibliothèque du Roi al servizio dei fratelli Pierre e Jacques Dupuy. Ben presto li accompagnò nei loro frequenti viaggi in Italia, Paesi Bassi e Germania alla ricerca di nuovi libri.
Nel 1657 divenne segretario dell'ambasciatore francese in Olanda, il quale era a sua volta anch'egli un appassionato di libri, e ancora nel 1666 si trasferì presso il College de Laon.
Durante gli ultimi cinque anni della sua esistenza tornò a Parigi, dove prestò servizio come sacerdote presso l'abbazia di San Vittore, dove morì nel 1694.

### Attività di astronomo
In qualità di fervente studioso Bullialdus fu a stretto contatto con le più grandi autorità scientifiche dell'epoca, con le quali strinse spesso anche solide amicizie, fra questi sono da annoverare Pierre Gassendi, Christiaan Huygens, Marin Mersenne, e Blaise Pascal.
In qualità di scienziato fu un acceso sostenitore delle cause di Galileo Galilei e Niccolò Copernico.
Nel 1645 pubblicò l'opera Astronomia philolaica, nella quale propose che la forza di gravità seguisse la legge del quadrato inverso. Isaac Newton constatò che questa ipotesi era giusta e nella sua celebre opera Philosophiae Naturalis Principia Mathematica ringraziò pubblicamente Bullialdus, del quale citò la teoria, facendo uso delle sue accurate tabelle di osservazione.
Nel 1667 pubblicò l'opera Ad astronomos monita, nella quale tra l'altro annunciò la scoperta che le variazioni di luminosità della stella Mira Ceti erano, oltre che regolari come già precedentemente noto, anche irregolari, scoperta fatta alcuni anni prima da Johannes Hevelius. Fece egli stesso una serie di osservazioni di tale stella, giungendo alla conclusione che, analogamente al Sole, la stella doveva avere delle macchie, e che le variazioni regolari erano dovute alla rotazione sul suo asse, mentre quelle irregolari erano dovute ad alterazioni delle sue regioni oscure. Tale ipotesi sulle stelle variabili era errata, ma al momento fu accettata e resistette fino all'Ottocento inoltrato.
Bullialdus fu anche uno dei primissimi membri della Royal Society nella quale venne nominato il 16 aprile 1664, sette anni dopo la fondazione di questa celebre istituzione scientifica.
Il cratere lunare Bullialdus è dedicato in suo onore.

## Opere

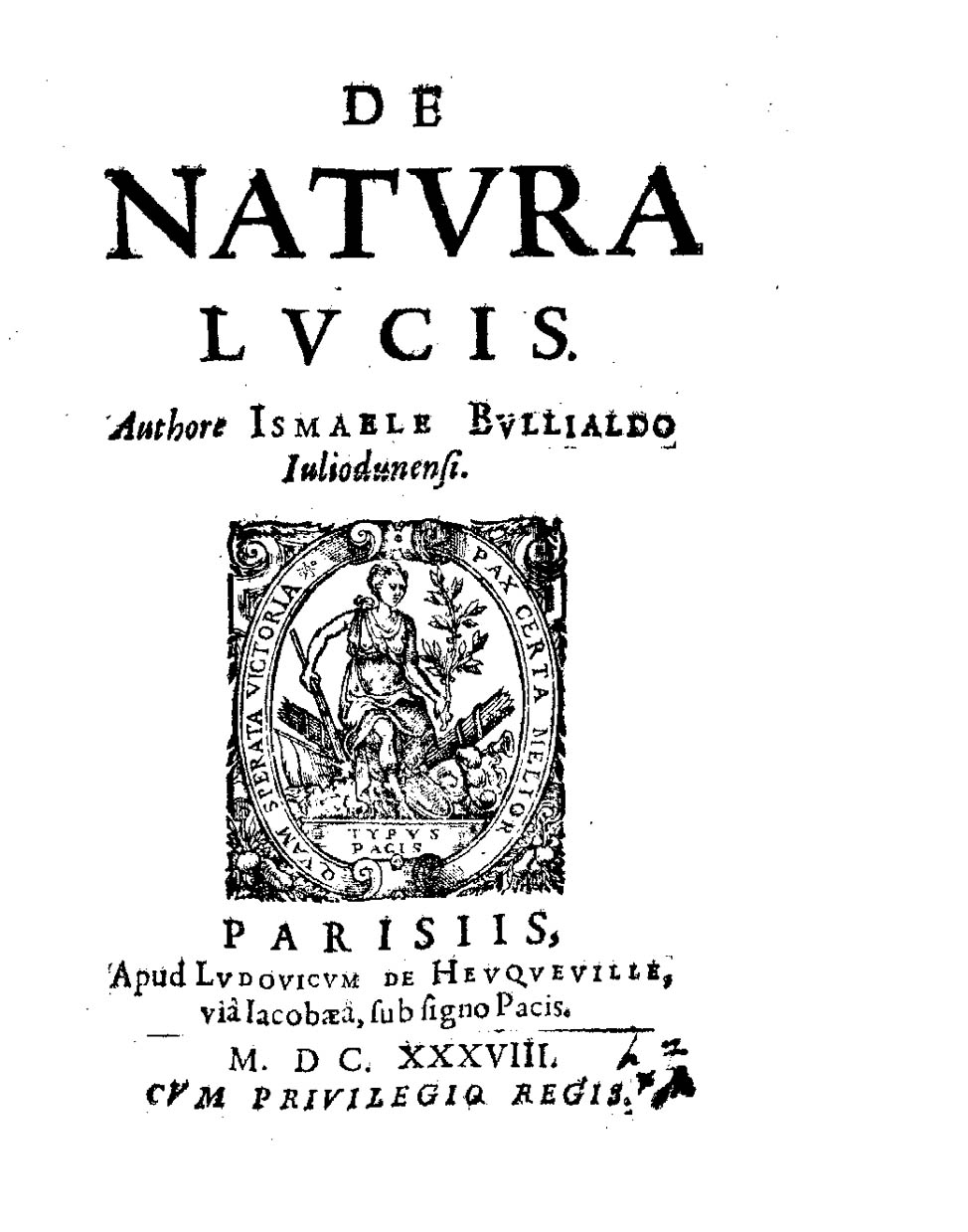
De natura lucis, 1638

- (LA) De natura lucis, Paris, Louis de Heuqueville, 1638.
- (LA) Astronomia philolaica, Paris, Siméon Piget, 1645.
- (LA) Philolai, sive Dissertationis de vero systemate mundi, Amsterdam, Willem Jansz Blaeu & Joan Blaeu, 1659.
- (LA) Exercitationes geometricae, Paris, Sebastien Cramoisy & Gabriel Cramoisy, 1657.
- Ad astronomos monita duo, 1667.
- (LA) Opus novum ad arithmeticam infinitorum libris sex comprehensum, Lutetiae Parisiorum, sumptibus viduae Joannis Pocquet, via Jacobaea, sub Davidis Regis signo, 1682.